# 貝加爾MP-153半自動霰彈槍
貝加爾MP-153（英語：Baikal MP-153）是一款由俄罗斯聯邦首席槍械設計師亞歷山大·U·多夫（英語：Alexander U. Dorf）所研製、槍械製造商伊熱夫斯克機械工廠（俄语：Ижевский Механический Завод，簡稱：IZHMEKH）以“貝加爾”的商標生產的氣動式半自動霰彈槍，發射12鉛徑霰彈。

## 歷史
1997年起研發的12鉛徑23⁄4英吋霰彈藥筒型貝加爾MP-153是以IZH-81為藍本，但改為自動裝填機構。隨著市場對12鉛徑31⁄2英吋霰彈槍的需求不斷增加，1999年2月開始，生產商進一步研發適合輕型雙向飛碟和多向飛碟的彈藥以及較為沉重的麥格農比賽彈藥的槍械。
生產商保留了IZH-81的特徵：
- 藉由枪栓頂部的單一、可伸縮式鎖耳，與槍管延伸節套以內的切入式凹槽接合以完成槍管閉鎖。
- 槍管底部的管式彈倉[2]

## 概述
貝加爾MP-153具有12鉛徑的3英吋麥格農與31⁄2英吋超級麥格農的膛室長度型號，以及610、650、710或750毫米槍管長度型號可選。
貝加爾MP-153製有固定式喉缩，並分為微縮口（Cylinder）、半縮口（Modified）或全縮口（Full）型；另外亦具有螺旋擰緊型收束器，這時分為微縮口、改良微縮口（Improved Cylinder）、半縮口、改良半縮口（Improved Modified）、全縮口和加大型全縮口（Extra Full）型。在正常情況以下，多款收束器衍生型霰彈槍隨槍包含3至4種收束器和扳手，後者用以調節收束器抽取器和導氣螺栓式調節器。螺旋擰緊型收束器還分為鉛製或鋼製防爆版本。
貝加爾MP-153採用「自動調節氣動式操作」，將圓環形活塞直接套在管式彈倉外部；並且配備了自動氣體調節器，用於將多餘的火藥燃氣排出。其機匣與槍管由鋁合金製成，導氣箍和圓環形活塞由不鏽鋼製成，而護木、槍托等配件則是由木材或聚合物製成。會暴露於火藥燃氣的零部件（內膛、膛室、導氣活塞，以及管式彈倉的外表面）都作鍍铬處理。
該槍具備了無彈後定功能：當發射完彈倉內最後一發霰彈藥筒時，槍機會停在後方，這簡化並加快了隨後的重新裝填以及特殊彈藥的使用機。這也是傳統管狀彈倉泵動式散彈槍所沒有的功能。

## 資料來源
1. ↑  .   [25 February 2014]. （原始内容存档于2014-02-28）.
2. 1 2   (PDF).   [23 March 2014]. （原始内容 (PDF)存档于2014-03-23）.
3. ↑  .   [25 February 2014]. （原始内容存档于2013-09-23）.

4. Hunting shotgun MP-153. Description, passport MP-153 （页面存档备份，存于）

## 外部連結
- （英文）—Specification MP-153 IMZ
- （英文）—eaa corp User manual
- （英文）—eaa corp MP-153 Parts List
- （英文）—Modern Firearms—MP-153 （页面存档备份，存于）